# Donashano Malama
Donashano Malama (n. Chililabombwe, 1 de septiembre de 1991) es un futbolista zambiano que juega en la demarcación de defensa para el ZESCO United FC de la Primera División de Zambia.

## Biografía
Debutó como futbolista en 2013 con el Nkana FC a manos del entrenador Masautso Mwale. En su temporada debut, con el club quedó en cuarta posición en liga. Además ganó la copa memorial Samuel Ndhlovu tras ganar en la final al Red Arrows FC por 3-1.

## Selección nacional
Debutó con la selección de fútbol de Zambia el 28 de abril de 2013 contra Zimbabue en un partido amistoso. Además disputó la clasificación para la Copa Africana de Naciones de 2015, y posteriormente un partido en la Copa Africana de Naciones de 2015 contra Cabo Verde.

### Participaciones en torneos internacionales
| Torneo                                  | Sede              | Resultado        |
| --------------------------------------- | ----------------- | ---------------- |
| Copa Africana de Naciones 2015          | Guinea Ecuatorial | Primera fase     |
| Campeonato Africano de Naciones de 2016 | Ruanda            | Cuartos de final |

## Clubes
| Club                | País      | Año       | Partidos | Goles |
| ------------------- | --------- | --------- | -------- | ----- |
| Nkana FC            | Zambia    | 2013-2018 |          | 3     |
| Olympique Khouribga | Marruecos | 2018-2019 | 17       | 0     |
| Chippa United FC    | Sudáfrica | 2019      | 7        | 1     |
| Black Leopards FC   | Sudáfrica | 2019-2020 | 4        | 0     |
| ZESCO United FC     | Zambia    | 2020-     | 19       | 1     |